# Sevişme Onlarla
Sevişme Onlarla è l'ultimo singolo di Emre Altuğ a essere estratto nel 2007  dall'album Kişiye Özel.